# 타마유라
《타마유라》(たまゆら)는 사토 준이치가 감독 및 각본을 맡은 일본의 애니메이션이다. 선행 4화 분량의 OVA는 할 필름 메이커가 제작했으며 블루레이 디스크와 DVD로 2010년 11월부터 12월 사이에 발매되었다. 12화 분량의 텔레비전 애니메이션 제 1기는 TYO 애니메이션이 "타마유라 ~히토토세~"라는 제목으로 제작했으며, 2011년 10월부터 12월에 일본에서 방영되었다. 애니메이션 제 2기 "타마유라 ~모어 어그레시브~"는 같은 제작사가 제작했고, 2013년 6월부터 9월 사이에 방영되었다. 계획된 극장판 애니메이션 4편 중 첫 번째 극장판은 2015년 제 2분기에 출시된다. 만화화된 작품은 모모가 그림을 맡았고, 마그 가든에서 출판되었다.

## 줄거리
타마유라는 고등학교 1학년이 되면서 히로시마의 타케하라로 전학을 온 사와타리 후라는 어느 소녀의 이야기를 다룬다. 후는 아버지와 마지막 나날을 타케하라에서 보냈으며, 후가 타케하라로 돌아온 것은 마을을 떠난지 5년만이다. 후는 사진찍기를 좋아하며 아버지의 유품인 오래된 Rollei 35S 카메라로 사진을 찍는 데에 몰두한다. 소심한 소녀인 후는 옛 친구들과 잘 지내기 위해 최선의 노력을 다하며, 특히 소꿈친구 하나와 카오루와 친하게 지내려 노력한다. 그녀는 사쿠라다 마온과 오카자키 노리에와 빠르게 친구가 된다. 후는 사진부를 결성하여 동료 사진가 미타니 카나에를 만난다.

## 등장인물
사와타리 후우 (沢渡 楓) 
성우 - 타케타츠 아야나
사진을 정말로 좋아하는 여고생. 아버지의 유품인 Roliei 35S를 사용하며, 사진을 찍을 때 동그랗게 사진에 남는 광원인 타마유라를 가진 사진을 찾는 데에 흥미가 있다. 살짝 어설픈 면이 있고, 완벽한 사진을 찍으려고 할 때마가 상처를 입기도 한다. 또한, 말끝에 "나노데"를 붙이는 버릇이 있다. 별명은 폿테(ぽって)로, 긴장했을 때 걷는 동안 나는 발걸음 소리를 딴 것이다.
하나와 카오루 (塙 かおる) 
성우 - 아스미 카나
후가 예전에 타카하라에 살았을 때 같이 놀았던 후의 어릴 적 친구. 자칭 '후각성애자'로, 다양한 종류의 후각에 관심이 많다. 취미는 다양한 포푸리 향을 맡는 것.
사쿠라다 마온 (桜田 麻音) 
성우 - 기부 유코
다소 조용한 소녀. 휘파람 부는 것을 좋아한다. 동화책 작가가 되고 싶어한다.